# 南伊勢町 (名古屋市)
南伊勢町（みなみいせまち）は、愛知県名古屋市中区の地名。

## 歴史

### 沿革
- 明治4年 - 伊勢町筋の南側部分に愛知郡南伊勢町として成立[1]。
- 1878年（明治11年）12月20日 - 名古屋区成立に伴い、同区南伊勢町となる[1]。
- 1889年（明治22年）10月1日 - 名古屋市成立に伴い、同市南伊勢町となる[1]。
- 1908年（明治41年）4月1日 - 中区成立に伴い、同区南伊勢町となる[1]。この年、名古屋の人口重心はこの町内に所在[2]。
- 1913年（大正2年）10月 - 旧白川小学校校舎を移築し、名古屋市立第二幼稚園を設置[3]。
- 1932年（昭和7年）4月1日 - 南呉服町の一部を編入[1]。
- 1936年（昭和11年）2月26日 - 内田証券が設立される[4]。
- 1944年（昭和19年）2月11日 - 栄区成立に伴い、同区南伊勢町となる[1]。
- 1945年（昭和20年）11月3日 - 栄区廃止に伴い、中区南伊勢町となる[1]。
- 1966年（昭和41年）3月30日 - 住居表示実施に伴い、全域が栄三丁目に編入され、消滅[1]。

## 施設
- 名古屋証券取引所

所在地は南伊勢町であったが、面する通りの名称から「伊勢町」の通称がある。

## ゆかりのある人物
- 後藤安太郎（後藤商事社長、名古屋米穀取引所理事長）
- 矢吹璋雲（日本画家、四条・円山派）

### WEB
1. ↑  総務省総合通信基盤局電気通信事業部電気通信技術システム課番号企画室 (2014年4月3日). “市外局番の一覧” (PDF).   総務省. p. 7. 2015年5月23日閲覧。
2. ↑  “管轄区域”.   愛知県自動車会議所. 2021年9月23日閲覧。

### 書籍
1. 1 2 3 4 5 6 7 8 9  名古屋市計画局 1992, p. 783.
2. ↑  名古屋市会事務局 1983, p. 55.
3. ↑  名古屋市会事務局 1963, p. 211.
4. ↑  名古屋市会事務局 1966, p. 52.